# Aphrodisiac
Az Aphrodisiac (magyarul: Vágyfokozó) egy dal, mely Görögországot képviselte a 2012-es Eurovíziós Dalfesztiválon. A dalt a ciprusi Eleftheria Eleftheriou adta elő angolul.
A dal a 2012. március 12-én rendezett görög nemzeti döntőben nyerte el az indulás jogát. A döntőben a nézők szavazatai alakították ki a végeredményt. A dal pedig a négyfős mezőnyben az első helyen végzett.
Az Eurovíziós Dalfesztiválon a dalt először a május 22-én rendezett első elődöntőben adták elő, a fellépési sorrendben harmadikként az izlandi Gréta Salóme és Jónsi Never Forget című dala után, és a lett Anmary Beautiful Song című dala előtt. Az elődöntőben 116 ponttal a negyedik helyen végzett, így továbbjutott a döntőbe.
A május 26-án rendezett döntőben a fellépési sorrendben tizenhatodikként adták elő, a dán Soluna Samay Should’ve Known Better című dala után és a svéd Loreen Euphoria című dala előtt. A szavazás során 64 pontot kapott, mely a tizenhetedik helyet érte a huszonhat fős mezőnyben. A dal két országtól, Albániától és Ciprustól kapta meg a maximális 12 pontot.
A következő görög induló a Koza Mostra és Agathon Iakovidis Alcohol Is Free című dala volt a 2013-as Eurovíziós Dalversenyen.